# Liste der Gesandten von Basel-Landschaft an die eidgenössische Tagsatzung
Dies ist eine Liste der Gesandten von Basel-Landschaft an die eidgenössische Tagsatzung. Die Liste ist ab 1833 – was die in den Verzeichnissen der Abschiede genannten Gesandten betrifft – vollständig.
| Tagsatzung | Gesandter          | Ämter                                      |
| ---------- | ------------------ | ------------------------------------------ |
| 1833       | Stephan Gutzwiller | Landratspräsident                          |
| 1833       | Emil Frey          | Obergerichtspräsident                      |
| 1834       | Stephan Gutzwiller | Landrats-Vizepräsident                     |
| 1834       | Anton von Blarer   | Landrat                                    |
| 1835       | Johannes Meyer     | Regierungsrat                              |
| 1835       | Johann Jakob Hug   | erster Landschreiber                       |
| 1836       | Stephan Gutzwiller | Landrats-Vizepräsident                     |
| 1836       | Emil Frey          | Landrat                                    |
| 1837       | Jakob Aenishänsly  | Präsident des Landrats, Oberrichter        |
| 1837       | Emil Frey          | - (D.J.U.)                                 |
| 1838       | Emil Frey          | Obergerichtspräsident                      |
| 1838       | Johann Jakob Hug   | Landschreiber                              |
| 1839       | Johann Jakob Hug   | Landratspräsident                          |
| 1839       | Emil Frey          | Obergerichtspräsident                      |
| 1840       | Emil Frey          | Obergerichtsvicepräsident                  |
| 1840       | Heinrich Plattner  | Regierungsrat                              |
| 1841.03    | Stephan Gutzwiller | Mitglied des Landrats                      |
| 1841.07    | Emil Frey          | Obergerichtspräsident                      |
| 1841.07    | Stephan Gutzwiller | Mitglied des Landrats (als Ersatzmann)     |
| 1842       | Emil Frey          | Obergerichtspräsident                      |
| 1842       | Johann Jakob Matt  | Grossratspräsident (abwesender Ersatzmann) |
| 1843       | Emil Frey          | Obergerichtspräsident                      |
| 1843       | Johann Jakob Matt  | Landrats-Vizepräsident (als Ersatzmann)    |
| 1844.06    | Emil Frey          | Obergerichtspräsident                      |
| 1844.06    | Johann Jakob Hug   | Landrat (als Ersatzmann)                   |
| 1844.07    | Emil Frey          | Obergerichtspräsident                      |
| 1844.07    | Johann Jakob Hug   | Landrat (als Ersatzmann)                   |
| 1845.02    | Johann Jakob Hug   | Landrat                                    |
| 1845.07    | Emil Frey          | Obergerichtspräsident                      |
| 1845.07    | Johann Jakob Matt  | Landratspräsident                          |
| 1846       | Emil Frey          | Vizepräsident des Obergerichts             |
| 1846       | Johannes Mesmer    | Alt-Strasseninspektor (Ersatzmann)         |
| 1847       | Johann Jakob Matt  | Landratspräsident                          |
| 1847       | Karl Spitteler     | Landschreiber                              |
| 1848       | Emil Frey          | Obergerichtspräsident                      |
| 1848       | Johann Jakob Hug   | Landrat                                    |